# ویکتور (آیداهو)
ویکتور (به انگلیسی: Victor) شهری در شهرستان تتون ایالت آیداهو است که جمعیت آن در سرشماری سال ۲۰۱۰ میلادی ۱٬۹۲۸ نفر بوده است.

## نگارخانه

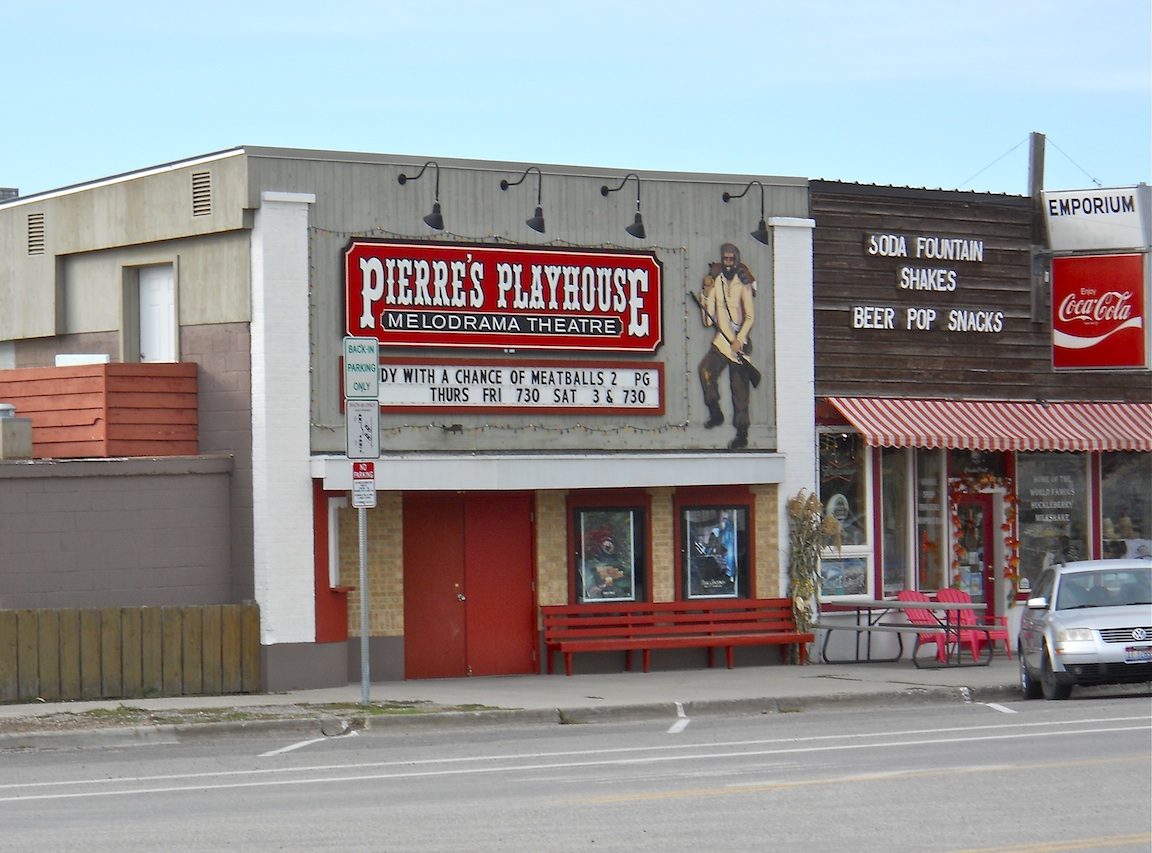
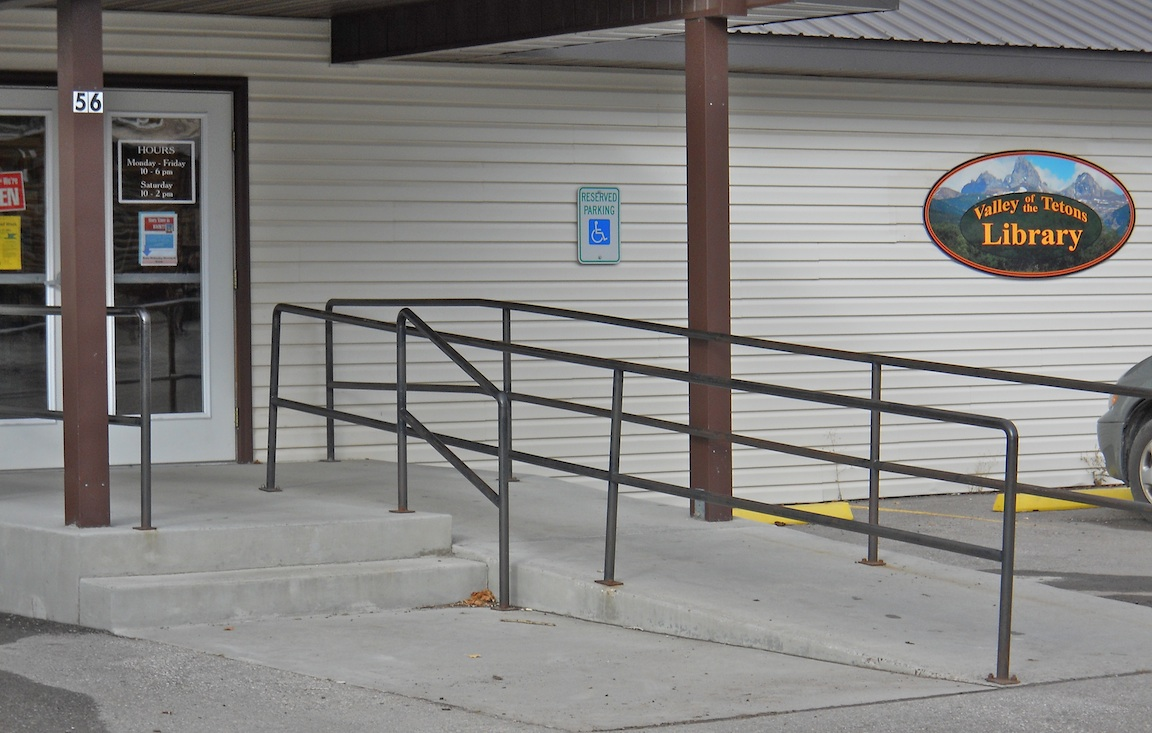

## موقعیت جغرافیایی
موقعیت جغرافیایی شهرها و مناطق اطراف به شرح زیر است: